# Terrugem (Elvas)
Terrugem is een plaats (freguesia) in de Portugese gemeente Elvas en telt 1316 inwoners (2001).